# 実況パワフルプロ野球ポータブル
『実況パワフルプロ野球ポータブル』（じっきょうぱわふるぷろやきゅうぽーたぶる）は、2006年4月1日にコナミデジタルエンタテインメントから発売されたPlayStation Portable（PSP）用プロ野球ゲームソフト。兼子恭宗プロデュース。
2006年シーズン開幕予想データに対応した実況パワフルプロ野球（パワプロ）シリーズの作品。パワプロシリーズのPSP版第1作目。略称は「パワポタ」。
PS2版『実況パワフルプロ野球12』『実況パワフルプロ野球12決定版』で作成した選手をパスワードで転送可能。また、『12決定版』からはUSBケーブルを使ってPS2とPSPを接続することでデータ転送が可能。

## 特徴
携帯ゲーム機であることを生かした機能が多い。パワガチャなどは本作から導入された要素である。その反面サクセスモードなどの人気モードが搭載されなかった。

## モード
本作では全部で大きく9つのモードがある。
対戦
2人で通信対戦、あるいはCPUと対戦出来るモード。CPUの操作するチーム同士の対戦を観戦することもできる。
ペナント
全144試合のペナントレースを行うことができる。
練習
打撃練習、守備練習、投球練習、走塁練習、総合攻撃、総合守備と状況を選んで練習ができる。
ホームラン競争
投手の投げるボールからホームランを何本打てるか競うモード。
アレンジ
作成した選手をチームに組み込んだり、各球団の選手を集めたりと、オリジナルのチームを作成するパワプロシリーズおなじみのモード。背番号やCPUが使用した場合の起用方針、選手の使用するバットやグラブの色や応援曲などの細部の設定もできる。
- パワガチャ

簡単にオリジナル選手の作成が出来るモード。本作から新たに搭載された。アレンジモード内になっている。
サウンド&応援曲
応援時に流れるBGMを作成し、どの曲をどの選手の時に流すかの設定をするモード。曲は200曲まで保存可能。応援曲はパスワード出力も可能なので他のプレイヤーとデータをやり取りすることも出来る。
マイデータ
プロフィールなど後のパワポタシリーズに継承された要素がある。
データあれこれ
データを交換したり、パスワードを入力したりできる。
パワプロ通信
無線LAN機能を使ってパワプロ通信のサイトにアクセスできる。